# Martinskirche (Großdrebnitz)

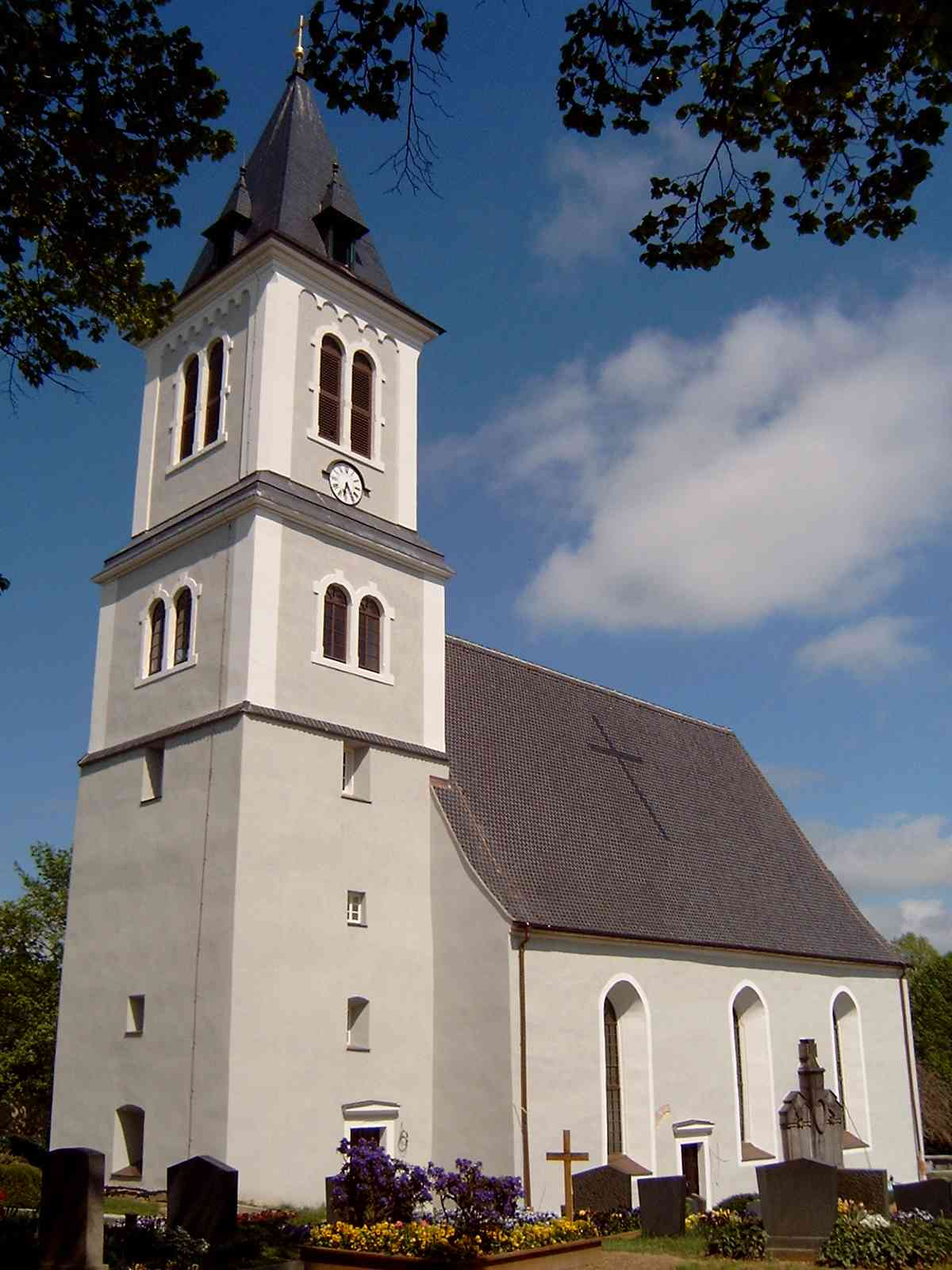
Martinskirche in Großdrebnitz (2006)

Die Martinskirche ist ein nach Martin Luther benanntes Kirchengebäude der Evangelisch-Lutherischen Landeskirche Sachsens in Großdrebnitz, Stadt Bischofswerda, Landkreis Bautzen, Freistaat Sachsen. Sie gehört zur evangelisch-lutherischen Kirchgemeinde Bischofswerda und ist ein Kulturdenkmal.

## Lage
Die Kirche befindet sich auf einer Anhöhe in der historischen Ortsmitte von Großdrebnitz. Sie steht am Dammweg 2.

## Geschichte
Erstmals urkundlich erwähnt wird die Kirche im Jahre 1346. Da die Kirche nie zerstört wurde, stammt ihr Mauerwerk höchstwahrscheinlich noch aus der Entstehungszeit. Jedoch wurde die Kirche des Öfteren umgebaut, sodass von ihrem romanisch-gotischen Übergangsstil kaum noch etwas zu erkennen ist.
Ein erheblicher Umbau erfolgte im Jahre 1852. Dabei wurden an der Nordseite der Kirche erstmals Fenster eingebaut, die vorhandenen Fenster auf der Südseite wurden auf das Maß der neueingebauten Fenster vergrößert. Der Kirchturm erhielt einen Eingang und ebenfalls ein Fenster. Der ursprünglich aus Ziegeln bestehende Fußboden wurde durch einen aus Granitplatten ersetzt, unter den Kirchenbänken, die im Zuge des Umbaus in der Kirche aufgestellt wurden, findet sich eine Dielung. Ebenfalls bei diesem Umbau wurden die Emporen auf der Südseite eingezogen. Sie tragen auf der Wand der zweiten Empore Symbole, die den jeweils darunterstehenden Worten an der Wand der ersten Empore zugeordnet sind.
Im Jahr 1909 erhielt die Martinskirche durch einen Beschluss des Kirchenvorstandes ihren jetzigen Namen, der sich auf Martin Luther bezieht. Die Namensgebung erinnert an die 350. Wiederkehr der Einführung der Reformation in Großdrebnitz.
Zwischen Herbst 2003 und Frühjahr 2005 wurde die Kirche an Dach und Fassade saniert.

## Baubeschreibung
Die Martinskirche ist eine Saalkirche mit flacher Holzdecke. Das Dach war bis 1795 mit Holzschindeln gedeckt, danach mit Dachziegeln. Es wurde 1977 neu eingedeckt.
Der Kirchturm reichte ursprünglich mit seiner Spitze nur wenig über das Kirchendach hinaus. Bis 1818 trug das Gebäude daher einen Dachreiter auf dem Kirchendach. Erst 1894 wurde der Turm aufgestockt.
Die Sakristei diente lange Zeit als Raum für die Heizung der Kirche. Im Jahr 2005 wurde sie wieder ihrer ursprünglichen Bestimmung zugeführt.

## Ausstattung

### Altar
Der im Jahr 1852 entstandene Kanzelaltar trägt über dem Kruzifix die Darstellung eines Schlüssels als Zeichen der von Jesus Christus der Kirche übertragenen Vollmacht, Sünden zu vergeben und zu behalten (Mt 16,19 ). Sein Vorgänger, ein Flügelaltar, stammte wohl aus dem Jahr 1669 oder früher. Die beiden großen aus Zinn gefertigten Altarleuchter sind mit 1670 datiert. Unter dem Altarraum liegt eine bis 1742 benutzte, heute aber zugemauerte Pfarrergruft.

### Taufstein
Das Taufbecken aus Sandstein stammt von 1909.

### Sonstiges
Im Jahr 1852 erhielt die Kirche im Zuge des großen Umbaus einen Kronleuchter und das Kirchengestühl. An der Kirche befindet sich das denkmalgeschützte Grabmal von Ehregott Bruno Barthel (* 23. April 1856 in Langhennersdorf; † 18. Januar 1933 in Kleindrebnitz) und seiner Ehefrau Asta Clementine geb. Leipnitz.

## Orgel

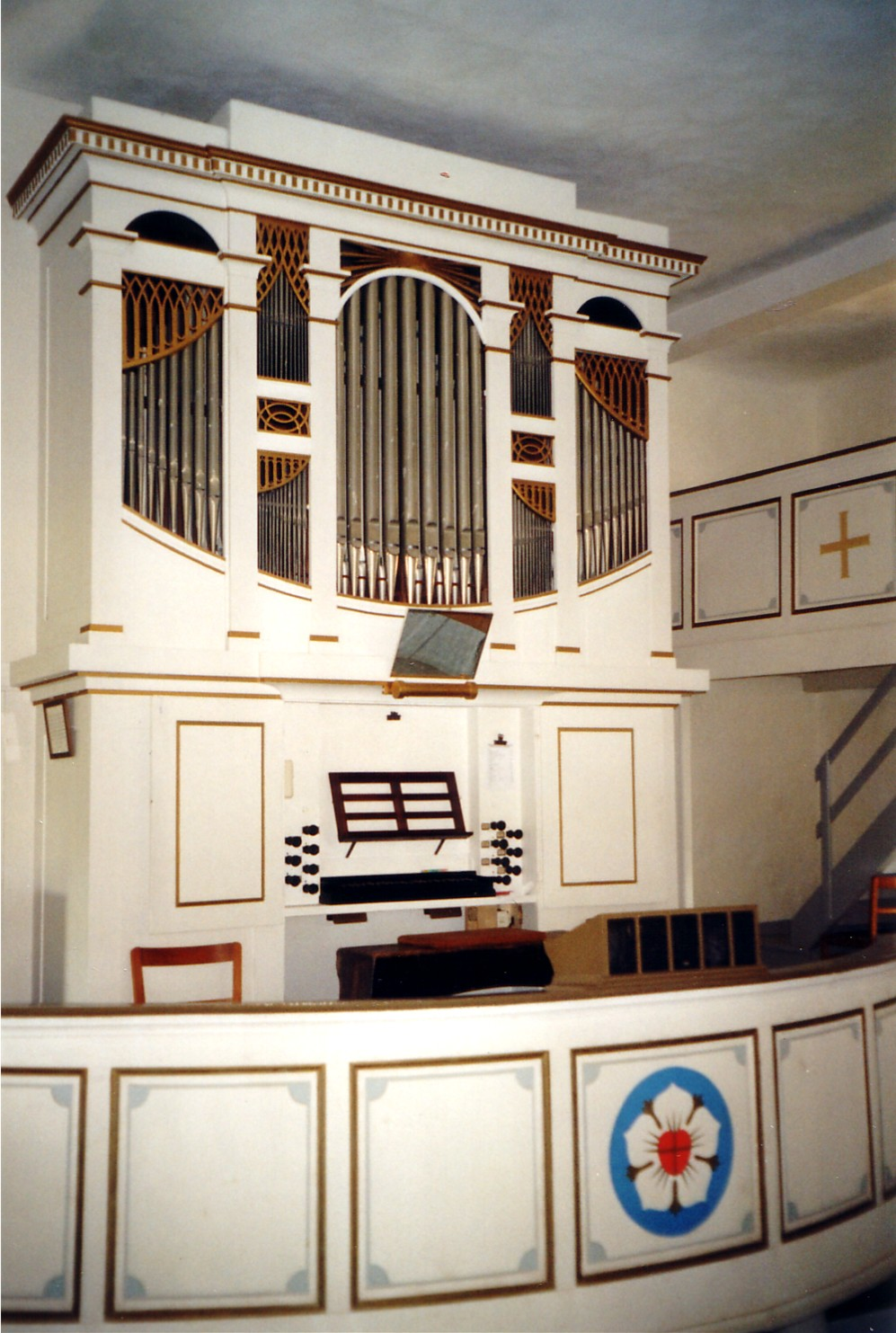
Die Herbrig-Orgel

Die erste bekannte Orgel dieser Kirche stammte von 1735. Im Jahr 1779 wurde von der Pfarrwitwe Fischer die Vorgängerin der jetzigen Orgel gestiftet.
Die heutige Orgel wurde von Christian Gottfried Herbrig als Op. 3 erbaut und zu Exaudi 1828 geweiht. Es ist wahrscheinlich, dass Herbrigs Sohn Wilhelm Leberecht bereits daran mitgearbeitet hat. 1938 erfuhr sie eine durchgreifende Erneuerung durch Fa. Eule Bautzen, 1955 und 2006 erfolgten weitere Durchsichten durch dieselbe Orgelbaufirma.
Die Orgel verfügt über ein Manual und Pedal. Sie hat eine mechanische Traktur und Schleifladen. Die Disposition lautet wie folgt:
| Manual C–e3 |                |    |            |
| 1.          | Gedackt        | 8′ |            |
| 2.          | Dulzflöte      | 8′ | [ Anm. 1 ] |
| 3.          | Principal      | 4′ | [ Anm. 1 ] |
| 4.          | Hohlflöte      | 4′ |            |
| 5.          | Terzia (ab c1) | 3′ |            |
| 6.          | Quinte         | 3′ |            |
| 7.          | Oktave         | 2′ |            |
| 8.          | Mixtur II      |    |            |

| Pedal C–c1 |               |     |  |
| 9.         | Subbass       | 16′ |  |
| 10.        | Principalbass | 08′ |  |
| 11.        | Octavbass     | 04′ |  |

- Koppeln: I/P

Anmerkungen
1. 1 2  
Orgelbau Eule 1938

## Glocken
| Nr. | Name oder Inschrift                                       | Gussjahr | Gießer, Gussort               | Durchmesser (in mm) | Gewicht (in kg) | Bemerkungen |
| --- | --------------------------------------------------------- | -------- | ----------------------------- | ------------------- | --------------- | --- |
| 1   | Große Glocke                                              | 1818     | Friedrich Gruhl in Kleinwelka | 1131                | 820             | Neuguss einer Glocke von 1600                                                                                     |
| 2   | Da pacem domine in diebvs nostris Iohan Hilger F. MDCXXVI | 1626     | Johann Hilliger in Freiberg   | 910                 | 460             | älteste noch vorhandene Glocke vom Vorgängergeläut                                                                |
| 3   | Taufglocke                                                | 1926     | Christian Stoermer in Erfurt  |                     |                 | Ersatz für eine 1818 umgegossene Glocke von 1400, die im Ersten Weltkrieg für Rüstungszwecke eingeschmolzen wurde |
| 4   | Jubiläumsglocke                                           | 1994     | Bachert in Bad Friedrichshall | 680                 | 220             | anlässlich der 100-Jahr-Feier der Vergrößerung des Kirchturms 1994                                                |